# 西門·菲沙
西門·菲沙（Simon Fraser，1776年5月20日—1862年6月18日），蘇格蘭裔皮毛交易員和探險家，受聘於西北公司期間探索了現加拿大境内洛基山脈以西的地域（約莫為現卑詩省），並於1808年南下後來以他命名的菲沙河。他在當地設立皮毛交易站以及首批永久性歐洲人聚落，令英國後來得以鞏固其北美西部北緯49度以北地域的主權。

## 生平

### 早年生活

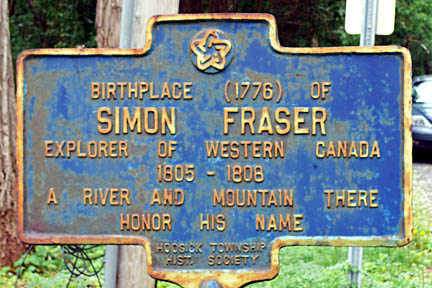
紐約州楓樹鎮一面歷史標牌，標註西門·菲沙在此出生

西門·菲沙於1776年5月20日在紐約州楓樹鎮（Mapleton）出生，他在家裏八名子女中排行最小，父親老西門·菲沙和母親伊莎貝拉·格蘭特（Isabella Grant）於1773年從蘇格蘭遷居至奧爾巴尼，再於翌年遷至楓樹鎮。美國獨立戰爭期間老西門效力英軍，於1777年的本寧頓戰役中被俘虜，1779年初在奧爾巴尼監獄去世。戰後伊莎貝拉舉家於1784年遷至現加拿大境内，輾轉到了現安大略省康和一帶定居。
1790年，14歲的西門·菲沙轉居蒙特婁，投靠在當地任職法官的老西門兄弟約翰·菲沙。西門·菲沙讀了兩年書後，於1792年成為西北公司學徒，投身皮毛交易行業。他被派駐阿薩巴斯卡地區（Athabasca），到了1801年成為合夥人。

### 西部探索
西北公司一直有意開拓從洛基山脈通往太平洋的運輸線，並兩度委派亞歷山大·馬更些進行探索。馬更些於1789年沿後來以他命名的馬更些河探索時卻抵達了北極海，1793年沿西道河（West Road River）和貝拉庫拉河（Bella Coola River）探索時則成功抵達太平洋，但該路線的地形複雜不利皮毛交易。西北公司遂於1805年委派菲沙到洛基山脈以西的地域探索，與當地原住民建立貿易關係並建立交易站，以及尋找另一條運輸線通往太平洋。
菲沙於1805年秋季率領探索隊沿皮斯河而上，於現哈德遜合普（Hudson's Hope）建立交易站，並於同年末設立鱒魚湖堡（Trout Lake Fort）。鱒魚湖堡後來改稱麥克勞德堡（Fort McLeod），是現加拿大境内洛基山脈以西首座白人聚落。菲沙再於1806年先後在現聖占士堡（Fort St. James）和菲沙堡（Fort Fraser）所在設立交易站。另外，菲沙本來亦打算於1806年探索一條他以為是哥倫比亞河的河流，但由於他所需的額外人力和物資待1807年秋季才抵達，探索行動需待1808年春季才可展開。在探索行動展開之前，菲沙率先於1807年在尼查科河及菲沙河合流之處（即現喬治王子城所在）建立喬治堡（Fort George）。
菲沙將這片地域稱為新喀里多尼亞（New Caledonia），據稱是因為該處景象與他母親所描述的蘇格蘭高地有所相似；“喀里多尼亞”是古羅馬時期現蘇格蘭所在的拉丁語地名。

### 南下菲沙河
1808年5月28日，菲沙一行24人（包括兩名原住民）分四艘獨木舟從喬治堡出發，南下菲沙河。探索隊伍當時已獲當地原住民告知該河在喬治堡下游的部分難以通行，而當時亦正值春季融雪時期，令河水更趨湍急。6月10日，菲沙在現利魯逸（Lillooet）以北決定放棄乘河而下，一團人上岸再沿陸路南下。在隨行原住民的協助下，菲沙盡可能在抵達某一個原住民部族的聚落前預先向其通知探索隊伍並無敵意。
經過歷時36日，全長520英里的旅程後，菲沙於7月2日抵達河口佐治亞海峽。他算出該處位於北緯49度，而他已知道哥倫比亞河河口位於北緯46度，因此得出結論該河不是哥倫比亞河。河口所在的原住民部族對探索隊伍並不友善，菲沙因此無法在佐治亞海峽作進一步探索。當地原住民並追趕探索隊伍，令菲沙一行人匆匆往河上游回去，到現合普一帶才逃脫原住民的追逐。經此一役，探索隊伍部分成員試圖反抗菲沙，脫離團隊自行經陸路返回喬治堡。然而菲沙成功調解紛爭，探索隊伍歷時37日後全部成員安全抵達喬治堡。
菲沙對其探索的河流並非哥倫比亞河感到失望。另外，此河難以通行，因此在往後年間並未獲西北公司和後來與其合併的哈德遜灣公司重用，待英國於1846年簽署的《俄勒岡條約》中失去對北緯49度以南地域的操控權後，菲沙河才再獲重視。

### 離開新喀里多尼亞

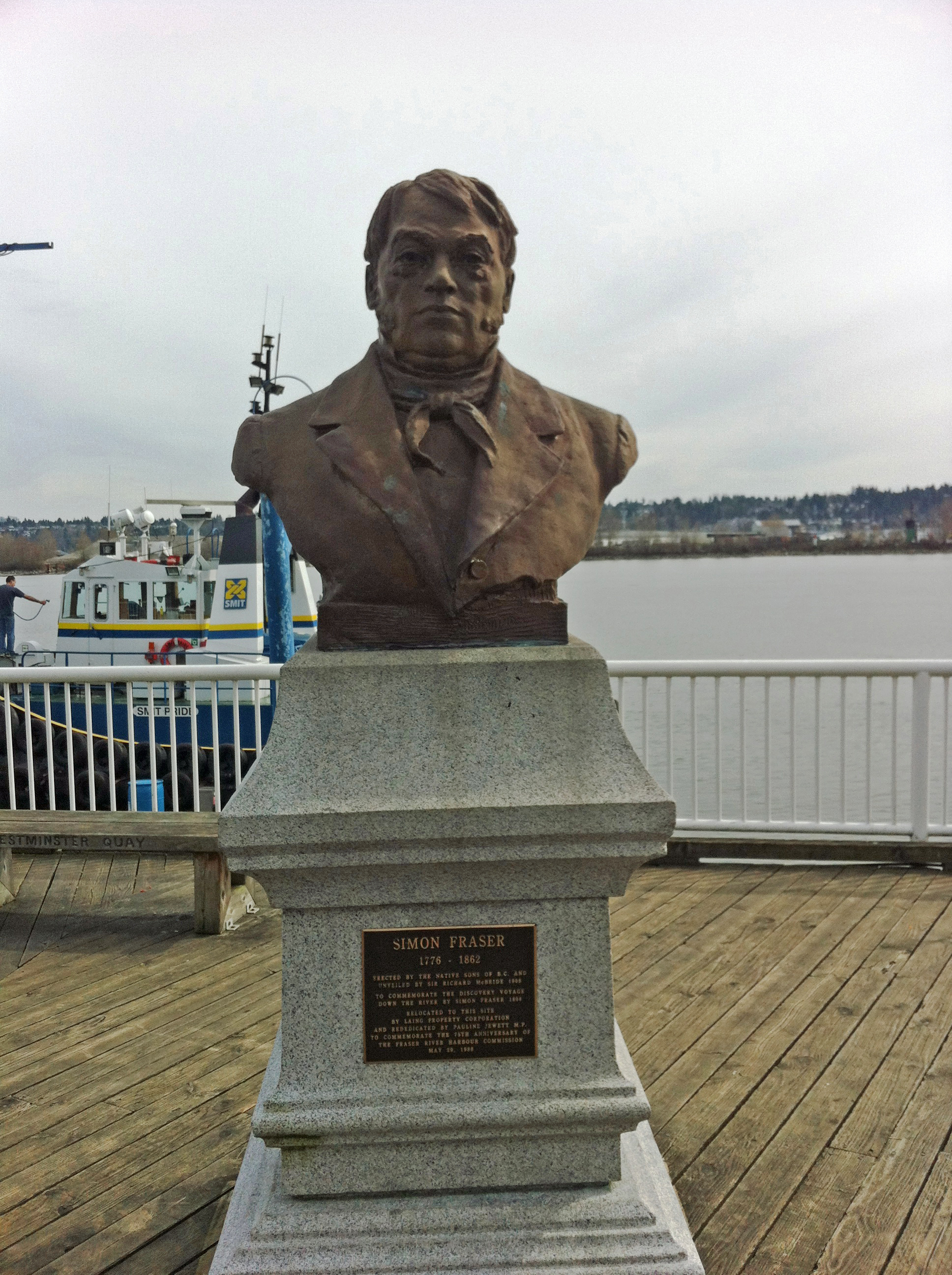
卑詩省新西敏菲沙河岸一座西門·菲沙頭像

菲沙於1809年離開新喀里多尼亞，1810年被西北公司派回阿薩巴斯卡地區，到1814年為止。另一方面，西北公司和哈德遜灣公司之間在紅河河谷的紛爭於1816年6月升級至七株橡樹之戰，造成21名哈德遜灣公司人員死亡。菲沙雖然沒有參與其中但仍被逮捕，並於同年9月送至蒙特婁，在該處保釋候審。他於1818年在約克（現多倫多）受審，但罪名不成立。
案件審結後，菲沙回到康和一帶，並於1820年與嘉芙蓮·麥當奴（Catherine MacDonell）結婚，兩人育有九名子女，當中一名女兒夭折。1837年叛亂展開後，菲沙加入民兵，在黑夜中失足跌傷右膝蓋，1841年獲政府發放小額傷殘撫恤金。菲沙於1862年8月18日逝世，妻子亦於翌日離世，兩人合葬於聖安德魯斯的羅馬天主教墳場。

## 榮譽

### 以他命名的事物
- 菲沙河：由探險家大衛·湯臣命名
- 弗雷澤湖及弗雷澤湖村
- 不列颠哥伦比亚省行政区划：菲沙河谷地區和菲沙-佐治堡地區，以及已取消的中菲沙河谷地區（Central Fraser Valley Regional District）和菲沙-奇姆地區（Fraser–Cheam Regional District）
- 西門菲莎大學
- 卑詩省97號公路在喬治王子城的西門·菲沙橋

## 外部連結
- 维基共享资源上的相關多媒體資源：西門·菲沙